# باترنو
باترنو (به اسپانیایی: Baterno) یک شهرستان در اسپانیا است که در استان باداخس واقع شده‌است.